# Чемпионат мира по бобслею и скелетону 1990
42-й чемпионат мира по бобслею и скелетону прошёл с 3 по 11 февраля в 1990 году в городах Санкт-Мориц (Швейцария, бобслей) и в Кёнигсзе (ФРГ, скелетон).

## Бобслей

### Соревнование двоек
| Золото                                    | Серебро                                   | Бронза                                         |
| Густав Ведер, Бруно Гербер (4:19,90 мин.) | Харальд Чудай, Аксель Жанг (4:19,90 мин.) | Вольфганг Хоппе, Богдан Музиоль (4:20,58 мин.) |

### Соревнование четвёрок
| Золото                                                          | Серебро                                                 | Бронза                                                     |
| Густав Ведер, Бруно Гербер, Курдин Морелль, Лоренц Шиндельхольц | Харальд Чудай, Аксель Жанг, Тино Бонк, Александер Шелиг | Инго Аппельт, Герхард Рёдль, Юрген Мандль, Харальд Винклер |

## Скелетон

### Соревнования у мужчин
| Золото                            | Серебро                  | Бронза                      |
| Михаэль Грёнбергер (3:22.08 мин.) | Анди Шмид (3:22.13 мин.) | Грегор Штели (3:22.85 мин.) |

## Медальный зачёт
| Место | Страна    | Золото | Серебро | Бронза | Всего |
| ----- | --------- | ------ | ------- | ------ | ----- |
| 1     | Швейцария | 2      | 0       | 1      | 3     |
| 2     | Австрия   | 1      | 1       | 1      | 3     |
| 3     | ГДР       | 0      | 2       | 1      | 3     |